# Kinnickinnic
Kinnickinnic – miasto w Stanach Zjednoczonych, w stanie Wisconsin, w hrabstwie St. Croix.